# 철산동
철산동(鐵山洞)은 대한민국 경기도 광명시의 동이다.

## 역사
- 삼국시대 잉벌노현
- 통일신라시대 곡양현
- 고려시대 금주현
- 조선초기 경기도 금천현 서면
- 조선말기 경기도 시흥현 서면 사성리, 철산리
- 1914년 경기도 시흥군 서면 철산리
- 1963년 건설부 고시 제547호 의거 서울특별시 도시계획 구역 편입 (안양천 너머 일부 월경지를 제외하고는 1982년 지정 해제)
- 1970년 시흥군 서면 광명출장소 설치 (광명리, 철산리 일대 관할)
- 1974년 경기도 시흥군 광명출장소 철산리
- 1978년 8월 1일 철산리 전역 서울통화권(개봉전신전화국 관할) 편입 완료 (체신부 고시 제476호)
- 1981년 경기도 광명시 철산동 (행정동 철산1~4동 설치)
- 1995년 철산동 중 안양천 일부 월경지(철산대교 서울구간 입구 인근)가 서울특별시 금천구 가산동에 편입

## 개요
철산1동은 우성아파트, 광복현대아파트, 철산리버빌주공아파트, 롯데낙천대아파트, 두산아파트 단지 및 광복로 일대의 단독주택으로 이루어진 지역이다. 1911년 이전에는 사성리 지역이었다가 철산리에 통합되었다. 1981년 7월 1일 광명시로 승격하면서 철산1동이 설치되었다. 안양천 건너편 구로동 쪽에 실질 월경지가 있는데, 롯데광명물류센터가 들어서있다.
철산2동은 1914년 당시 시흥군 서면 철산리로 불리다가 1964년 시흥군의 행정구역 확장으로 철산2리로 재편되었고 1981년 7월 1일 광명시가 태동하면서 행정 구역이 철산2동으로 확정되어 오늘에 이르고 있다. 모세(연서)라 불리는 자연촌락이 있었다. 철산2동은 아파트와 단독주택이 병존하는 주거지역으로 노후된 아파트 지역은 재건축 추진 중에 있으며 2002년에는 철산2동 주민자치센터가 개설되었다. 총면적은 1.0km2로 광명시 전체의 2.5%를 차지하고 있으며, 인구는 시 전체의 6%인 2만 여명이 거주하고 있다. 명소로는 현충탑 공원, 인공폭포 소공원, 철산8단지 벚꽃거리 등이 있으며 이곳을 배경으로 축제와 음악회 등 다양한 문화행사가 열리고 있다.
철산3동은 면적 1,05km2로 시 전체의 2.7%이나, 인구는 광명시인구의 10.9%로 가장 인구가 많은 지역으로 주거형태는 일부 단독주택을 제외하고는 거의 아파트에 거주하고 있다. 도시 개발 이전에 지금의 철산주공 12단지 및 상업지구 일대에 쇠머리 마을이라는 자연촌락이 있었으며, '철산'이라는 지명의 유래가 되었다. 광명시 도심의 중심지역이며 관공서 상권 등이 밀집되어 있는 전형적인 도시 행정 지역으로 광명시청을 비롯하여 광명경찰서, 광명소방서, 등기소,세무서, 한국전력공사등 각종 공공기관이 있으며, 종합병원인 광명성애병원이 있다. 교육기관으로는 초등학교3개교, 중학교2개교, 고등학교1개교 및 평생학습 생활화를 위한 교육프로그램을 운영하는 평생학습원이 있으며, 서울 지하철 7호선 철산역과 시외버스 정류장이 있고, 서울특별시 금천구 가산디지털단지와 서해안고속도로로 연결되는 철산대교가 있어 교통의 중심지이기도 하다.
철산4동은 옛날 사신들이 도덕산 산봉우리에 모여 도(道)와 덕(德)에 대한 의견을 자주 나눴다는 도덕산 아래 위치하고 있다. 1981년 7월 1일 소하읍과 광명출장소가 광명시로 승격하면서 철산4동이 개소되었다. 서울 지하철 7호선 철산역 삼거리를 중심으로 명실공히 광명시 최고의 교통요충지에 자리잡고 있다. 최근 주거 환경개선 사업이 완료되어 도덕파크, 브라운스톤, 푸르지오 아파트가 있어 깨끗하고 살기 좋은 신주거 지역으로 부상하고 있으며, 특히 철산주공도덕파크타운은 건설교통부와 대한건축사협회, 서울경제신문사가 공동주최한 2003년 한국건축문화 대상 주거부문에서 최우수 건축물로 선정되었다.

## 법정동
- 철산동

## 아파트
| 단지명                           | 건설사                | 시행사                                   | 주소                | 입주              | 비고                      |
| -------------------------------- | --------------------- | ---------------------------------------- | ------------------- | ----------------- | ------------------------- |
| 철산 센트럴 푸르지오             | 대우건설              | 철산주공4단지 주택재건축정비사업조합     | 오리로 835 (철산동) | 2021년 4월        | 철산주공 4단지 재건축     |
| 철산 롯데캐슬 SK VIEW 프레스티지 | 롯데건설 SK에코플랜트 | 철산주공7단지 주택재건축정비사업조합     |                     |                   | 철산주공 7단지 재건축     |
| 철산 자이 더 헤리티지            | 지에스건설㈜          | 철산주공8·9단지주택재건축정비사업조합    | 시청로 70 (철산동)  | 2025년 5월        | 철산주공 8·9단지 재건축   |
| 철산 자이 브리에르               | 지에스건설㈜          | 철산주공10·11단지 주택재건축정비사업조합 |                     | 2026년 1월 (예정) | 철산주공 10·11단지 재건축 |
| 광명 두산위브                    | 두산산업개발          | 철산사성구역 주택재개발조합              |                     |                   | 철산사성구역 재개발       |
| 광명 롯데낙천대                  | 롯데건설              | 철산제일 정비사업조합                    |                     |                   |                           |
| 철산 리버빌주공                  | 월드건설㈜            | 대한주택공사                             |                     | 2001년 10월       |                           |
| 도덕파크타운 2단지               | 삼익건설㈜            | 대한주택공사                             |                     | 2001년 9월        |                           |
| 도덕파크타운 1단지               | 삼익건설㈜            | 대한주택공사                             |                     | 2002년 5월        |                           |

## 교육
- 철산초등학교
- 광명북초등학교
- 광명동초등학교
- 광명광성초등학교
- 광명광덕초등학교
- 도덕초등학교
- 철산중학교
- 광명중학교
- 광명북중학교
- 광명고등학교
- 광명북고등학교